# The Feminine Mystique
The Feminine Mystique (v překladu: Ženská mystika) je kniha Betty Friedan, které je přičítána zásluha na vzniku druhé vlny feminismu v 60. letech ve Spojených státech. Poprvé vyšla vyšla 19. února 1963 v nakladatelství W. W. Norton a stala se bestsellerem. Zpočátku se prodalo více než milion výtisků. Autorka se v knize snažila zpochybnit rozšířený názor, že „pro ženu je naplněním jediná definice americké ženy po roce 1949 – žena v domácnosti-matka.”
Betty Friedan bylo inspirací pro napsání knihy, když byla v roce 1957 požádána, aby provedla průzkum mezi svými bývalými spolužačkami ze Smith College u příležitosti jejich srazu k 15. výročí. Výsledky se zjištěním, že mnohé z nich jsou nespokojené se svým životem ženy v domácnosti, ji přiměly k zahájení výzkumu, kdy vedla rozhovory s dalšími ženami v domácnosti z předměstí a také zkoumala psychologii, média a reklamu. Původně zamýšlela vytvořit na toto téma článek, nikoli knihu, ale žádný časopis nechtěl její dílo publikovat.
Výraz „ženská mystika” Friedan použila k popisu předpokladů, že ženy budou naplněny prací v domácnosti, manželstvím, sexuálním životem a dětmi. Převládalo přesvědčení, že ženy, které jsou skutečně ženské, by neměly chtít pracovat, vzdělávat se nebo mít politické názory. Friedan chtěla dokázat, že ženy nejsou spokojené a nedokážou vyjádřit své pocity.

## Odkaz

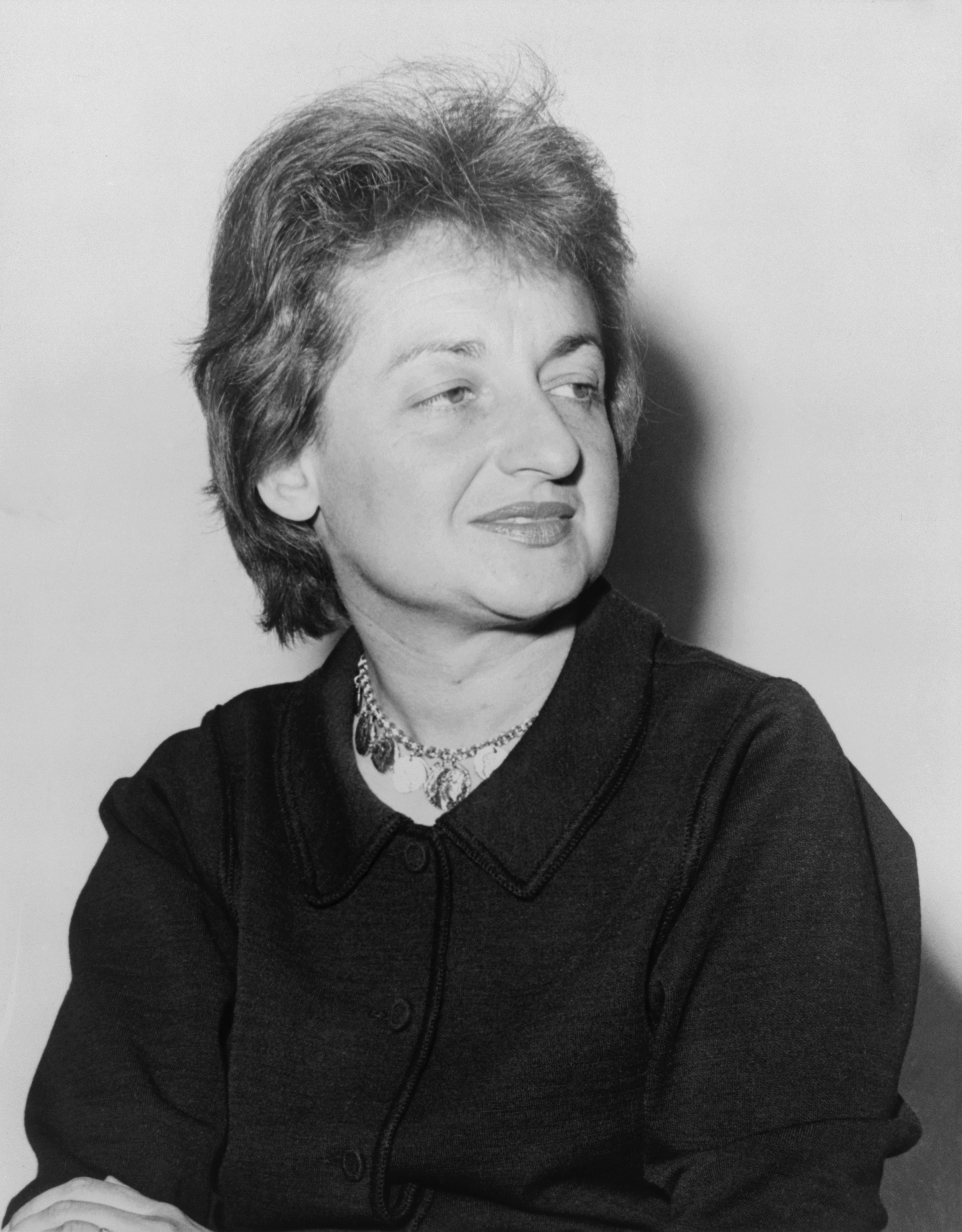
Betty Friedan (1960)

Kniha Feminine Mystique přitáhla k feminismu velké množství bílých žen ze střední třídy. Její kniha „přebírala komplikované a odborným žargonem zatížené myšlenky psychologů, ekonomů a politických teoretiků a přeložila je do silné, čtivé a srozumitelné prózy, která zasáhla miliony lidí.”
Politici si stále více uvědomovali frustrace žen, částečně i díky práci Betty Friedan. Americký zákon o rovném odměňování z roku 1963, podepsaný 10. června, stanovil, že ženy dostávají za stejnou práci stejnou mzdu jako muži. Dne 11. října téhož roku vydala prezidentská komise pro postavení žen svou závěrečnou zprávu a doporučení pro další opatření k odstranění nerovností.
Kniha The Feminine Mystique je všeobecně považována za jednu z nejvlivnějších knih literatury faktu 20. století a bývá jí připisována zásluha o nastartování druhé vlny feminismu ve Spojených státech v 60. letech. Futurista Alvin Toffler prohlásil, že „stiskla spoušť dějin”. Friedan po jejím vydání obdržela stovky dopisů od nespokojených žen v domácnosti a sama se pak podílela na založení a stala se první prezidentkou NOW (The National Organization for Women; v překladu: Národní organizace pro ženy). Tato vlivná feministická organizace byla založena v roce 1966. Friedan byla jednou z nich a podílela se na vypracování zakládajícího prohlášení, které vyzývalo ke „skutečné rovnosti všech žen”. Hlavní důraz v něm klade na „potřebu identity a autonomie žen”. Dále se v něm píše: NOW se věnuje tvrzení, že „ženy jsou především lidské bytosti, které... musí mít možnost plně rozvinout svůj lidský potenciál”.
Kromě svého přínosu feminismu souvisela The Feminine Mystique s mnoha dalšími souběžnými hnutími. „Její dílo naznačuje, jakým způsobem byl feminismus propojen s boji mužů a žen z dělnické třídy, s bojem černochů a Židů proti rasismu a antisemitismu... V důsledku toho měla The Feminine Mystique podstatný vliv na širokou škálu politických aktivistů, myslitelů i obyčejných lidí.”
Do roku 2000 se knihy prodalo přes 3 miliony výtisků a byla přeložena do mnoha cizích jazyků.
V únoru 2013 vyšlo jubilejní padesáté vydání knihy The Feminine Mystique s novým úvodem od americké novinářky Gail Collins. Ve dnech 22. a 23. února 2013 se konalo sympozium s názvem React: The Feminine Mystique at 50. Zároveň byla k vidění doprovodná výstava, která se skládala z pětadvaceti uměleckých děl reagujících na The Feminine Mystique. Ve stejném roce vytvořilo americké ministerstvo práce u příležitosti stého výročí seznam více než 100 knih, které formovaly práci v Americe, na němž se objevila i The Feminine Mystique. Ministerstvo práce později vybralo knihu jako jednu z deseti nejlepších knih z tohoto seznamu.

## Vliv
Kapitola o Freudovi byla Simone de Beauvoir inspirací pro její knihu Druhé pohlaví.

## Kritika

### Nesouhlas
Ihned po svém vydání se kniha stala terčem velkého odporu vůči feminismu. Značné množství žen reagovalo na knihu hněvivě, protože podle nich naznačovala, že manželky a matky nemohou vést naplněný život. „Ženy, které si vážily své role matek a hospodyněk, si poselství Betty Friedan vykládaly jako ohrožení jejich stabilitu, znehodnocení jejich práce a nerespektování jejich inteligence.” V dopise redakci časopisu McCall's jedna žena napsala: „Celou dobu jsem si myslela, že jsem šťastná a milá. Teď zjišťuji, že jsem byla nešťastná a jakési převlečené monstrum – teď už bez převleku. Jak strašné!”. Jiná sdělila: „Paní Friedan by si měla šetřit soucit pro ty, kteří ho opravdu potřebují – pro hladové, utlačované lidi na světě.” Když kritické ženy nevyjadřovaly osobní pohoršení nad popisem Friedan těžké situace ženy v domácnosti, obviňovaly ji z toho, že plánuje zničit americké rodiny. Jessica Weiss ve svém článku napsala: „Kdyby matky (nebo ženy v domácnosti, jak se nám říká) přijaly tuto radu, co by se stalo s našimi dětmi? Nebo ještě lépe, s budoucností světa.”
Historička Joanne Meyerowitz tvrdí, že mnohé dobové časopisy a články nestavěly ženy výhradně do domácnosti, jak tvrdila Friedan, ale ve skutečnosti podporovaly představy o práci na plný nebo částečný úvazek pro ženy, které se snažily jít spíše cestou kariéry než být ženou v domácnosti. Tyto články však stále zdůrazňovaly důležitost zachování tradičního obrazu ženství.

### Autorský a publikační proces
Daniel Horowitz, profesor amerických studií na Smith College, upozorňuje, že ačkoli se Friedan prezentovala jako typická žena v domácnosti z předměstí, v mládí se angažovala v radikální politice a dělnické žurnalistice a v době, kdy psala knihu The Feminine Mystique, pracovala jako novinářka na volné noze pro ženské časopisy a jako komunitní organizátorka.
Kritiku vyvolalo i nakladatelství W. W. Norton, které dílo Betty Friedan původně dostalo do oběhu, aby mohlo vyjít knižně. Jeden ze zaměstnanců pod přezdívkou „L M” totiž ve dvoustránkové poznámce napsal, že teoretické názory Friedanové jsou „příliš zjevné a ženské”, a také kritizoval její přístup tím, že jej označil za nevědecký.

### Vyloučené skupiny žen
Friedan byla kritizována i za to, že se zaměřuje pouze na osud bílých žen ze střední třídy a nevěnuje dostatečnou pozornost odlišné situaci žen v méně stabilní ekonomické situaci nebo žen jiných ras či transsexuálek. Podle Kirsten Fermaglich a Lisy Fine „barevné ženy – Afroameričanky, Latinoameričanky, Asiatky a indiánky – ve vizi Betty Friedan zcela chyběly, stejně jako bílé dělnice a chudé ženy.” Přestože text vznikl v době Hnutí za občanská práva, „o Afroameričankách se téměř nezmiňuje”. bell hooks ve své Feminist Theory: From Margin to Center uvádí: „Nemluvila o potřebách žen bez mužů, bez dětí, bez domova. Ignorovala existenci všech nebílých žen a chudých bílých žen. Neřekla čtenářkám, zda je uspokojivější být služkou, chůvou, dělnicí v továrně, úřednicí nebo prostitutkou než ženou v domácnosti z volného času. Svůj osud a osud bílých žen, jako byla ona sama, učinila synonymem stavu, který se týká všech amerických žen. Tím odváděla pozornost od svého třídního původu, rasismu a sexistických postojů k masám amerických žen. V kontextu své knihy Friedan jasně uvádí, že ženy, které považovala za oběti sexismu, byly vysokoškolsky vzdělané bílé ženy”.
Friedan byla také kritizována za předsudky vůči homosexualitě. Tato kritika částečně pramení z jejího lpění na tehdejším paradigmatickém přesvědčení, že „špatné matky” způsobují odchylky od heteronormativní a cisnormativní společnosti.
Navzdory této kritice si její „jazyk zaměřený na bílé americké ženy ze střední třídy získal pro feministickou věc velké množství příznivců”, což možná naznačuje, že Friedan se rozhodla vyloučit jiné skupiny záměrně, aby mobilizovala skupinu žen, které v některých případech o zlepšení svých práv neuvažovaly.

## Vydání v Česku
- Feminine Mystique (2002, Pragma, ISBN 80-7205-893-2)